# Jostorivier
De Jostorivier (Jostojoki) is een rivier die stroomt in de Zweedse gemeente Kiruna. De rivier ontstaat waar twee beken uit een moerasgebied samenvloeien met een riviertje dat de afwatering verzorgt van een van de vele Särkijärvi's in dit gebied. Het riviertje stroomt zuidwestwaarts. Ze is ongeveer 17 kilometer lang.
Afwatering: Jostorivier → Saankirivier → Lainiorivier → Torne → Botnische Golf